# Claver Kamanya
Claver Kamanya (ur. 25 marca 1954 w Bukobie) – tanzański lekkoatleta, medalista igrzysk Brytyjskiej Wspólnoty Narodów, dwukrotny olimpijczyk.

## Kariera sportowa
Specjalizował się w biegu na 400 metrów. Odpadł w półfinale w tej konkurencji na igrzyskach olimpijskich w 1968 w Meksyku. Jego wynik z biegu eliminacyjnego – 45,74 s – jest do tej pory (listopad 2020) rekordem Tanzanii. Kamanya zajął 4. miejsce w finale biegu na 400 metrów na igrzyskach Brytyjskiej Wspólnoty Narodów w 1970 w Edynburgu.
Na igrzyskach olimpijskich w 1972 w Monachium Kamanya był chorążym reprezentacji Tanzanii. Wystąpił w trzech konkurencjach: odpadł w ćwierćfinale biegu na 400 metrów oraz w eliminacjach sztafety 4 × 100 metrów i  sztafety 4 × 400 metrów. Wynik sztafety 4 × 400 metrów (3:10,12) jest aktualnym (listopad 2020) rekordem Tanzanii.
Zdobył brązowy medal w biegu na 400 metrów na igrzyskach Brytyjskiej Wspólnoty Narodów w 1974 w Christchurch, przegrywając jedynie z Charlesem Asatim z Kenii i Silverem Ayoo z Ugandy. Sztafeta 4 × 100 metrów z jego udziałem odpadła w eliminacjach, ustanawiając jednak aktualny do tej pory (listopad 2020) rekord Tanzanii czasem 40,92 s.